# JULIE IV 今僕は倖せです
『JULIE IV 今僕は倖せです』（ジュリー・フォー いまぼくはしあわせです）は、日本の歌手である沢田研二の3作目となるオリジナル・アルバム。
1972年9月10日にポリドール （現ユニバーサルミュージック）からLP盤でリリースされた。
その後CD化され、1991年と1996年に東芝EMIから、また2005年にはユニバーサルミュージックから再リリースされている。

## 解説
本作は初のセルフプロデュース作品で、全ての楽曲を自身で手がけている（クレジットには「制作、企画、構成、作詞、作曲、歌唱　沢田研二」と表記されている）。歌詞カードやスタッフクレジットも沢田の手書きとなっており、徹頭徹尾沢田カラーの作品となっている。
演奏はPYGから派生した井上堯之グループ（後の井上堯之バンド）が手がけており、沢田本人を含めたメンバーの顔写真には、PYGで共同ボーカルを務めた萩原健一のものもあり、沢田のPYGへの強い愛着をうかがわせる。音楽的には当時流行していたフォークソングの影響が詞曲共に見られ、それを反映してかアルバムのジャケットは沢田がアコースティック・ギターを抱えた後姿になっている。内向的な歌詞が多いが、内田裕也に捧げた「湯屋さん」のように沢田の遊び心を感じさせる作品もある。
なお、シングル曲は1曲も収録されていない。

## 収録曲
- 全曲、作詞・作曲：沢田研二

1. 今、僕は倖せです
編曲：大野克夫
2. 被害妄想
編曲：井上堯之
3. 不良時代
編曲：大野克夫
沢田がゲスト出演した『太陽にほえろ!』の第20話「そして、愛は終った」で挿入歌として使用された。
4. 湯屋さん
編曲：大野克夫
5. 悲しくなると
編曲：大野克夫
6. 古い巣
編曲：井上堯之
7. 涙
編曲：大野克夫
8. 怒りの捨て場
編曲：井上堯之
9. 一人ベッドで
編曲：井上堯之
10. 誕生日
編曲：大野克夫
11. ラヴ・ソング
編曲：井上堯之
12. 気がかりな奴
編曲：大野克夫
13. お前なら
編曲：井上堯之
LPでは、この後くわえ煙草にてというタイトルで40秒ほど今、僕は倖せですの弾き語りが収録されている。なお、CDではカットされた。

## 参加ミュージシャン
- 井上堯之グループ
  - 井上堯之
  - 大野克夫
  - 原田祐臣
  - 岸部修三